# ويليام كامبل (سياسي كندي)
ويليام كامبل هو سياسي كندي، ولد في 1929 في سارنيا في كندا. حزبياً، نشط في الحزب الكندي التقدمي المحافظ. وقد انتخب عضو مجلس العموم الكندي.